# Stanisław Zięba (radny)
Stanisław Zięba (ur. 20 sierpnia 1947 w Borównie) – polski działacz związkowy i samorządowy, opozycjonista w okresie PRL, od 1994 roku radny Miasta Krakowa na II, III, IV, V i VI kadencji, założyciel i prezes zarządu fundacji „Solidarni-Solidarnym” oraz Współzałożyciel Centrum Kultury Katolickiej – Mistrzejowice.

## Życiorys
W latach 1964–1965 był zatrudniony w Krakowskim Przedsiębiorstwie Robót Inżynieryjnych jako monter. W 1965 roku został pracownikiem Zakładu Transportu Kolejowego Huty im. Lenina i wykonywał zawód manewrowego, ustawiacza oraz ślusarza-magazyniera. Jest członkiem NSZZ „Solidarność” od 1980 roku oraz współtwórcą „Solidarności” w ZTK. W okresie marzec-grudzień 1980 został wybrany z ramienia „Solidarności” do władz Samorządu Pracowniczego Huty im. Lenina. Podczas stanu wojennego wszedł w skład Komitetu Strajkowego w Zakładzie Transportu Kolejowego oraz organizował imprezy sportowe dla dzieci i młodzieży. W dniach 26 kwietnia–4/5 maja 1988 roku uczestniczył w strajku w Hucie im. Lenina. W dniu 25 sierpnia 1988 roku zorganizował strajk w ZTK Huty im. Lenina, solidaryzując się z pracownikami spacyfikowanej kopalni Victoria w Wałbrzychu oraz z powodu Międzynarodowej Konferencji Praw Człowieka, która miała miejsce w Mistrzejowicach. W marcu 1989 roku wszedł w skład prezydium pierwszego jawnego Regionalnego Komitetu Solidarności „Małopolska”. W 1988 roku został przewodniczącym Komisji Zakładowej „Solidarności” oraz wszedł w skład Zespołu Inicjującego Małopolski Komitet Obywatelski. W maju tego roku został również upoważniony przez Lecha Wałęsę do odtwarzania struktur Solidarności w Małopolsce wraz z S. Jurczakiem, T. Piekarzem i J. Lupą. W roku 1989 odpowiadał za przygotowanie wyborów związkowych w Regionie Małopolskim, w kadencji 1990–1992 pełnił funkcję wiceprzewodniczącego oraz pełnomocnika ZRM ds. socjalnych i bezrobocia.
Został inicjatorem i pełnomocnikiem ZRM ds. rejestracji fundacji „Solidarni-Solidarnym”. Zajmuje się ona pomocą materialną dla rodzin zmarłych działaczy walczących o niepodległość, pomocą dla uzdolnionej młodzieży oraz organizacją wszelkiego rodzaju akcji pomocy charytatywnej, w tym organizacji „Lata z Solidarnością w Małopolsce” (zorganizowana forma wypoczynku nad morzem w formie kolonii). Jest pomysłodawcą i inicjatorem biegu memoriałowego im. Bogdana Włosika (pierwszy bieg miał miejsce w 1995 roku).
Laureat Medalu św. Brata Alberta w 2002 roku oraz Medalu „Niezłomnym w słowie”.
Odznaczony Krzyżem Kawalerskim Orderu Odrodzenia Polski za wybitne zasługi w działalności związkowej oraz osiągnięcia w pracy samorządowej (2012).

### Działalność polityczna
Trzykrotnie kandydował do Sejmu RP – w 1991 roku znalazł się na liście KO „Solidarność”, w 1993 roku na liście NSZZ „Solidarność”, a w 2007 roku na liście Platformy Obywatelskiej. Żadna z tych prób nie skończyła się otrzymaniem mandatu poselskiego. Od 1 lipca 1994 roku, kiedy został wybrany na II kadencję, nieprzerwanie pełni funkcję radnego w Radzie Miasta Krakowa oraz przewodniczy Komisji Rodziny i Polityki Społecznej, należąc kolejno do klubów radnych AWS, Prawa i Sprawiedliwości, Platformy Obywatelskiej oraz ponownie PiS. Jest również członkiem Rady Społecznej Szpitala Specjalistycznego im. Stefana Żeromskiego SPZOZ (od 2011 roku) oraz długoletnim członkiem Powiatowej Rady Zatrudnienia w Krakowie. W wyborach do Rady Miasta Krakowa w 2014 roku uzyskał mandat w okręgu nr 6 z wynikiem 2061 głosów. 6 lutego 2018 roku wystąpił z klubu radnych Platformy Obywatelskiej, motywując to odejściem partii od wartości konserwatywnych i przystąpił do klubu Prawa i Sprawiedliwości. Z list tej partii w wyborach samorządowych w tym samym roku ponownie zdobył mandat radnego.